# Nestl Žgank
Nestl Žgank, slovenski gospodarstvenik, * 30. december 1909, Dolenja vas, Prebold, † 6. december 2004, Velenje.

## Življenje in delo
Sprva se je zaposlil kot delavec v tekstilni tovarni v Preboldu. Po okupaciji se je pridružil NOB in ostal partizan vse do konca vojne. Leta 1944 pa do osvoboditve 1945 je 15 mininut od planinskega doma na Šmohorju nad Laškim delovala partizanska tehnika »Nestl«, ki je tiskala propagandne letake in obvestila ter s tehničnim materialom oskrbovala druge partizanske tehnike na Štajerskem. Vodil jo je prvoborec Nestl Žgank, po 2. svetovni vojni dolgoletni vodilni delavec na upravnih mestih v Celju, nato od 1950–1965 direktor Premogovnika Velenje in 1969–1978 predsednik skupščine občine Velenje in do 1980 direktor Zavoda za urbanizem Velenje. Pod njegovim vodstvom se je rudnik razvil v enega največjih in najsodobnejših v SFRJ. Bil je med ustanovitelji in ustvarjalci novega, najmlajšega mesta, sedaj po velikosti 5. največjega v Sloveniji. Je dobitnik zlate plakete in prvi častni občan mesta Velenje ter nosilec partizanske spomenice 1941.